# كبوشاوات
الكبوشاوات (الاسم العلمي: Cebinae) هي أسرة من الحيوانات تتبع فصيلة السعادين الكبوشية الشكل من رتبة الرئيسيات.
الكَبّوشيّ أو السَّعدان المُقَلْنَس (بالإنجليزية: Capuchin monkey) هو قرد من سعادين العالم الجديد من أسرة السيبينيات.قبل عام 2011، كانت تلك الأسرة تحتوي علي جنس واحد فقط، السيبس.مع ذلك، أُقترح عام 2011 تقسيم سعادين الكبوشي إلي كبوشي نحيف من جنس السيبس وكبوشي قوي [الإنجليزية] من جنس ساباجوس. يشمل نطاق تواجد مجموعات سعادين الكبوشي أمريكا الوسطى وأمريكا الجنوبية إلي الجنوب حتى شمال الأرجنتين.
يتميز سعدان كبوشي بذكاء كبير، وقد ابتكر مطرقة وسنجانا لتكسير الجوز الذي يأكله.

## أصل الكلمة
ويرجع اسم «كابوشين» إلى شكل ولون الرأس الذي يشبه غطاء رأس «ناسكي الأديرة» Capuchin .

## صفاته
قرود الكبوشي من الرئيسيات المتوسطة الحجم. يبلغ طول الجسم بين 31 إلى 56 سمتيمتر، ويبلغ الذيل طول 30 إلى 56 سنتيمتر. تزن الأنثى بين 2 إلى 3 كيلوكرام وأما الذكر فيزن بين 3 إلى 4 كيلوجرام. البدن نحيف والاطراف الأمامية والخلفية متساوية الطول. الأصابع قصيرة، والإبهام مقابل للأربعة أصابع الأخرى لليد ويستطيع قبض يده، ولذلك تجد قرود الكبوشي محنكة في استخدام يدها واستخدام الأصابع.
يستطيع سعدان الكبوشي المسك بذيله ولكن ذيله ليس عاريا كما هو الحال في حالة قرود الذيل الماسك.
لون فراء سعدان الكبوشي بني الجسم أو مسود. وغالبا ما يكون الذراعان والرجلان والذيل أغمق في اللون، أما الكتفان والصدر فقد يكونوا فاتحي اللون.
يوجد من سعدان الكبوشي نوع له خصلة أعلى رأسه، أما الآخرون فهم بلا خصلة، وكثيرا ما تجد اعلى الرأس بلون مختلف عن لون الجسم. ويرجع اسمهم «كابوشين» إلى شكل ولون الرأس الذي يشبه «الناسكي الأديرة» Capuchin .

## انتشاره وبيئته
يعيش قرد الكابوشي في قارة أمريكا الجنوبية وينتشرون فيما بين هندوراس إلى حوض الأمازون والبرازيل إلى جنوب البرازيل وشمال الأرجنتين. يعيشون في الغابات، وهم متأقلمون مع متغيرات البيئة إلى درجة عالية، ويستطيعون العيش في مختلف أنواع الغابات. فتجدهم في الغالبات الاستوائية الممطرة كما تجدهم في مناطق غابات جافة نوعا ما، وفي غابات منجروف الساحلية والغابات الجبلية.

## الغذاء
يأكل سعدان الكبوشي الثمار وخلال أوقات الجفاف يأكل البذور. كما يأكل الحشرات وبيض الطيور والأحياء الفقرية الصغيرة. وهو يستخدم أدوات تساعده في تناول غذائه، وقد ابتكرت فصيلة منه تعيش في البرازيل مطرقة وسنجانا لتكسير الجوز لأكله، أو استخدام حجر لاقتلاع الجذور.

## الذكاء

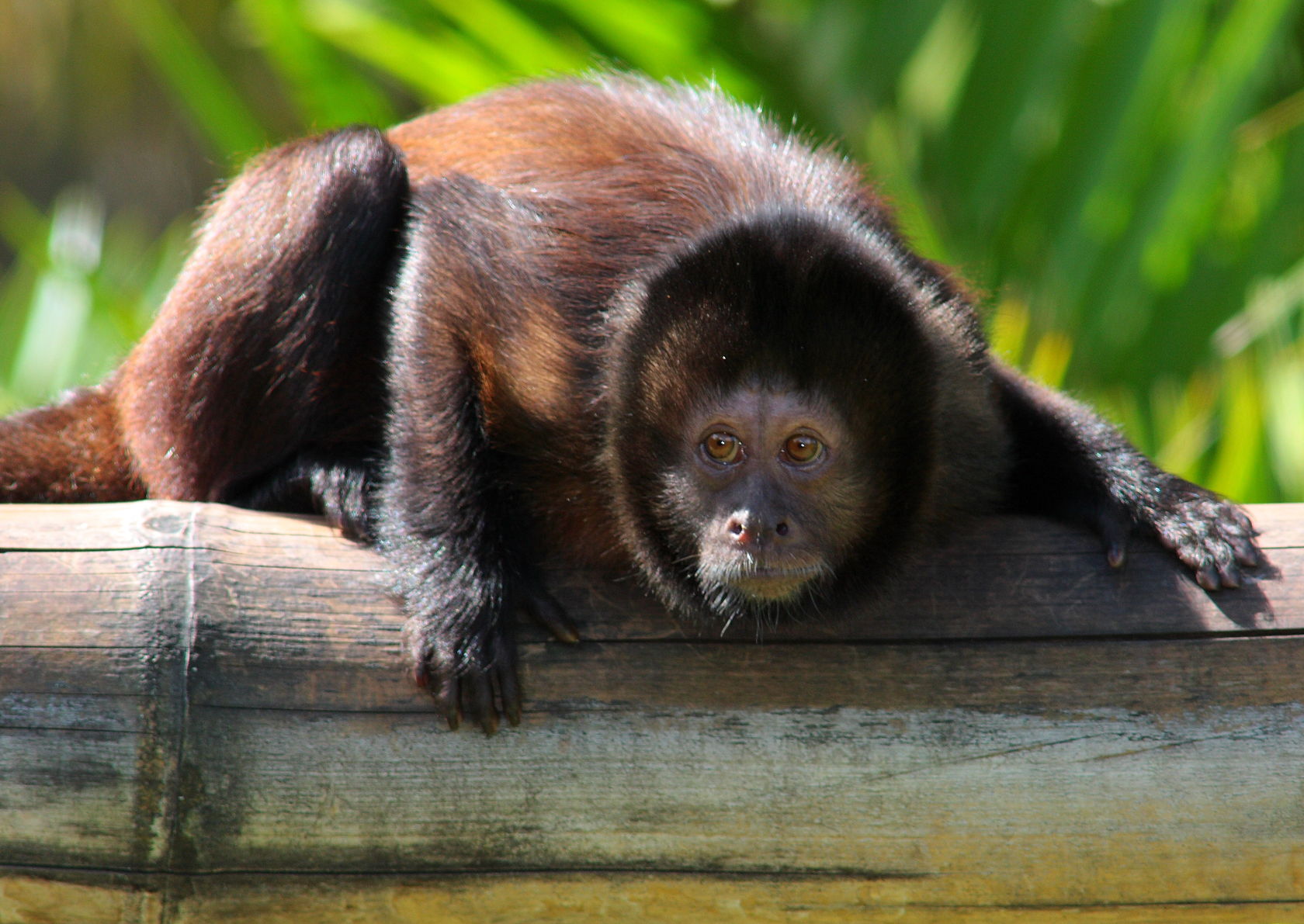

يعتبر قرد الكبوشي من أذكى قرود العالم الجديد

ويكثر اختبارهم في المختبرات. ويعرف أن الكبوشي يستخدم أدوات منذ وقت طويل، وهو أحد الرئيسيات التي تستخدم أدوات. ويبدو أن سعدان الكبوشي قد رأى ببغاء «ماكاو» يأكل جوز الهند، يفتح الجوزة بمنقاره، وفعل مثله. فهو ينتقي الجوز الناضج وفتح فتحة في الجوزة ويشرب ما فيها من عصير، ثم يلقيها كما لو كان لا يعبأ بها. ولكن بعد جفاف الجوز تصبح قابلة للكسر، فيأتي سعدان الكبوشي بهم ثانيا ويذهب بهم إلى صخرة افقية بها حفر مثل القصعات يضع عليها الجوزة وينتصب منصبا عليها يضربها بحجر كبير أتى به من حوض نهر بعيد. فتنكسر الجوزة ويأكل الكبوشي ما بداخلها من ثمرة.
ويتعلم الصغار تلك العملية من الكبار، ولكنهم قد يحتاجوا نحو 8 سنوات حتى يتقنوا العملية.

وعندما يكثر البعوض يحك سعدان الكبوشي شعرة بأوراق شجر لها رائحة منفرة للبعوض فلا يقترب منهم.

## العلاقة مع البشر

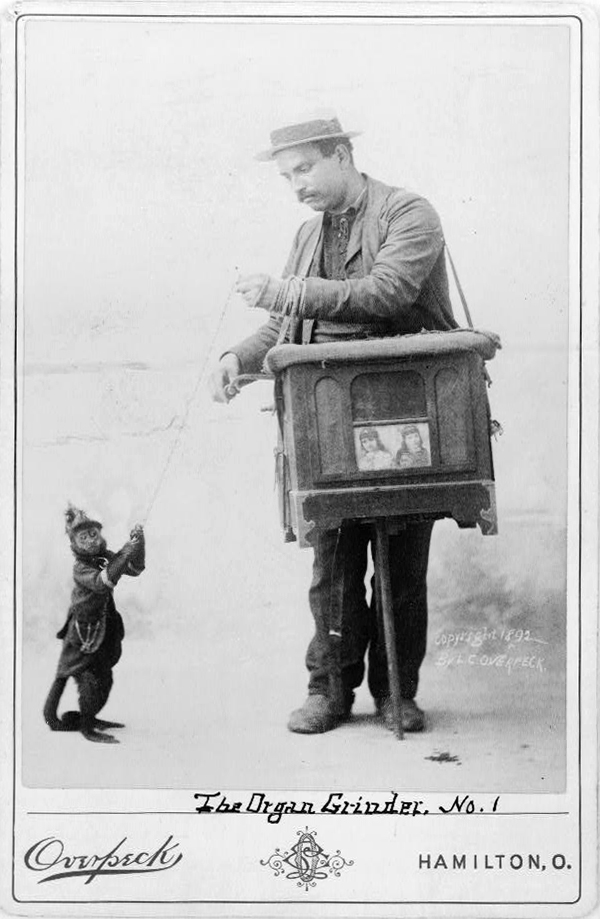
من القرن التاسع عشر ، "عازف البيانولا" مع قرد الكبوشي يقدمون عرضا مسليا.

تشترك سعدان الكبوشي مع «عازف البيانولا» يجولون شوارع المدينة ويعرضون موسيقاهم ويقوم الكبوئيش بالرقص، ثم يقوم بجمع نقودا من المتفرجين في سلة صغيرة. كانت تلك الاستعراضات ترى أيضا في شوارع القاهرة. كما عرفت أوروبا سباق الكلاب حيث كان قرد يركب الكلب كفارس سباق وتتسابق مع آخرين. كما أن بعض الناس يربون سعدان الكبوشي في بيوتهم للتسلية.
أما في مناطق أحريكا الجنوبية، حيث يعيش سعدان الكبوشي بالقرب من العمران والحقول، فإن الناس يعانون من الكبوشي الذي يسرق محاصيلهم.
وأحيانا يستغلون لقضاء حاجات الإنسان، ويسمون لهذا «الخادم الطبيعي»
"
وفي بعض البلاد تقوم هيئات اهلية بتربية الكبوشي ويدربونه على القيام بأعمال مثل مساعدة العمي في الذهاب والأياب، مثلما تفعل بعض الكلاب المدربة على اصطحاب العمي. فبعد تدريبهم منذ الصغر على قضاء بعض حاجيات الإنسان فهم يقومون بمساعدة المعوقين، مثل تجهيز الأكل في الميكروويف للمعوقين أو تنظيف وجوههم أو فتح زجاجة لهم.

## اقرأ أيضا
- طمارين
- قشة مألوفة
- كبوشي أشقر